# Terraferma

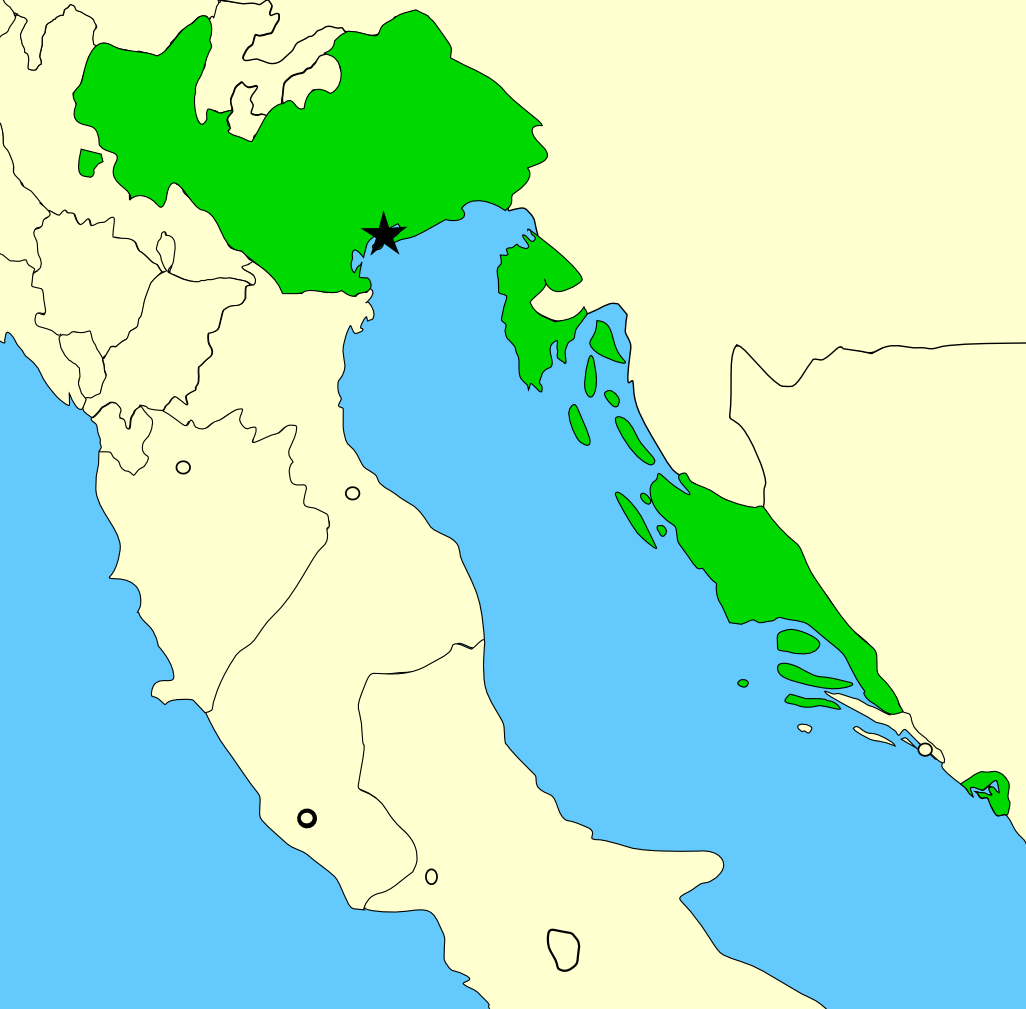
Posiadłości weneckie nad Morzem Adriatyckim w XVIII wieku.

Terraferma, Domini di Terraferma - dosłownie: "ziemia zamknięta" – tak określano część terenów podlegających Republice Weneckiej w czasach jej świetności. Mianem terraferma określano posiadłości bezpośrednio przylegające do miasta Wenecja, które stanowiły jego najbliższe zaplecze gospodarcze i jednocześnie osłonę na wypadek ataku od strony lądu. Obszar Terrafermy przez większość czasu istnienia Republiki obejmował tereny nad dolnym Padem, od Zatoki Weneckiej i Friuli po wschodnie regiony Lombardii - sięgając najdalej rzeki Addy. Pozostałe posiadłości Republiki (począwszy od Istrii w kierunku wschodnim), które nie miały lądowego połączenia ze stolicą nazywano Domini da Màr - "ziemiami zamorskimi". Zarówno mieszkańcy terrafermy jak i ci z posiadłości zamorskich nie mieli żadnego wpływu na rządy w Republice, które były zmonopolizowane przez rodowitych mieszkańców Wenecji.

## Historia
Obszar terrafermy zmieniał się w ciągu wieków. Na początku istnienia Republiki był bardzo niewielki i obejmował tylko najbliższe okolice Wenecji - Lagunę Wenecką i deltę Padu. Dopiero wojny z Mediolanem na przełomie XIV i XV wieku uwydatniły potrzebę posiadania buforu między samą Wenecją a jej wrogami. Szeroki pas terrafermy powstał kosztem słabszych ośrodków miejskich, które Wenecja podbijała sukcesywnie od początku XV wieku. W jego skład weszły między innymi Padwa, Vicenza, Werona, Brescia, Bergamo, Rawenna, Cremona i Friuli.

Flaga Republiki Weneckiej

Ostateczne zwycięstwo w XV wieku nad lokalnymi potęgami: Mediolanem i Państwem Kościelnym zapewniło Wenecji tylko chwilowe bezpieczeństwo od strony lądu. Wkrótce (1508) jej posiadłościom w terrafermie zagroziła Liga w Cambrai - sojusz Francji, Hiszpanii i Cesarstwa powstały z inicjatywy i z udziałem papieża Juliusza II. Mimo klęski militarnej z przeważającymi siłami koalicji Wenecja zdołała drogą dyplomatyczną uratować swoje posiadłości i pozycję we Włoszech. Od tej pory aż do końca istnienia Republiki terraferma nie została poważniej naruszona. Dopiero pokój w Campo Formio (1797) pomiędzy Napoleonem a Austrią rozdzielił posiadłości weneckie między Austrię a Republikę Cisalpińską - satelickie państwo rewolucyjnej Francji.